# Nêlêmwa-nixumwak
Le nêlêmwa et le nixumwak sont deux variantes dialectales de la même langue kanak parlée traditionnellement dans la région de Koumac et de Poum, au Nord de la Grande Terre (Nouvelle-Calédonie). L'ensemble linguistique qui regroupe ces deux dialectes est tantôt désigné sous le nom de kumak (ou fwa kumak), tantôt sous le nom composé nêlêmwa-nixumwak.
Au recensement de 2009, le nombre de locuteurs du nêlêmwa-nixumwak s'élevait à  1 100, dont 144 en dehors de la zone traditionnelle d'implantation. Comme toutes les langues de Nouvelle-Calédonie, cette langue appartient à la branche océanienne  des langues austronésiennes.

## Répartition dialectale
Le nêlêmwa est parlé dans le district de Nénémas: à l'ouest, à l'extrémité nord et dans les îlots côtiers dépendant de la commune de Poum. Le nixumwak est répandu dans la région de Koumac. 
Les divergences entre les deux dialectes sont essentiellement d’ordre phonologique et lexical.
Tout comme la langue nyelâyu voisine, le nêlêmwa-nixumwak possède des classificateurs possessifs et numériques.

## Études linguistiques
Ces deux dialectes ont d'abord été appelés nenema et kumak par Maurice Leenhardt en 1946 qui donne une liste de mots dans cet ouvrage fondateur; puis en 1963, André-Georges Haudricourt publie un lexique accompagné de quelques textes et d'une brève présentation de la langue. Plus récemment, le nêlêmwa a été décrit de manière approfondie par Isabelle Bril, linguiste au LACITO du CNRS, sous la forme d'un dictionnaire (Bril 2000) et d'une grammaire (Bril 2002).

## Publications et ressources
Les deux dialectes ne disposent d'une réelle norme d'écriture que depuis 1990, élaborée par le Comité linguistique des Nenema et le linguiste S. Schooling puis reprise par Isabelle Bril dans ses travaux. Trois poésies en nêlêmwa et une en nixumwak ont ainsi été publiées dans le recueil Wanir Walepane, et un conte nixumwak dans Contes et légendes océaniens. Une traduction de la Bible en nêlêmwa est en cours.
Un CD-ROM réalisé par Isabelle Bril pour le Centre culturel Tjibaou regroupe une heure de traditions orales en nêlêmwa sous le nom de Contes de l’Extrême-Nord de la Nouvelle-Calédonie. Divers textes de littérature orale sont également consultables en ligne.